# Мордвинов, Яков Яковлевич
Я́ков Я́ковлевич Мордви́нов (1729 — 12 марта 1799) — автор записок; служил в военной служб; составил «Маршрут 4-го гренадерского пех. полку» во время Семилетней войны и «Журнал о походах в Соловки и на Валаам о-ва» в 1744, 1752, 1764, 1777 и 1784 годах. Эти последние «походы» (то есть паломничества), изд. его правнуком Владимиром М. (СПб., 1888), интересны в бытовом отношении, а также как материал для топографии Олонецкого и Архангельского краев; по складу своему они чрезвычайно похожи на допетровские «странники» или «паломники». От М. осталась ещё целая коллекция рукописных повестей и романов, упомянутая в изданном А. Н. Пыпиным библиографическом списке под заглавием «Для любителей книжной старины»
Один из первых исследователей Ладожского озера. В 1744, 1752, 1764, 1777 и 1784 годах совершил плавание на Валаам. По результатам путешествий оставил воспоминания, изданные его правнуком Владимиром Мордвиновым в 1888 году, где подробно описал наиболее крупные острова архипелага, указал ширину и протяженность проливов и гаваней, условия стоянки в них судов, снял подробный план Валаамского монастыря.

## Труды
- Записки капитана Якова Яковлевича Мордвинова / Под ред. и с примеч. Владимира Мордвинова. Ч. 1- Санкт-Петербург : тип. Имп. Акад. наук, 1888
- Мордвинов, Яков Яковлевич // Энциклопедический словарь Брокгауза и Ефрона : в 86 т. (82 т. и 4 доп.). — СПб., 1890—1907.